# Stations climatiques d'Indochine

Carte de l'Indochine française (1900-1946).

On appelle stations climatiques ou « climatériques » un ensemble de lieux fondés par les autorités coloniales française en Indochine.
Dès le début de la conquête française de l'Indochine est apparue la nécessité de permettre aux soldats européens de maintenir leur santé sous des climats auxquels ils n'étaient pas habitués.

« Il est apparu à l'Autorité militaire qu'il y aurait intérêt à soustraire les Troupes, tenant garnison dans les villes, à l'influence débilitante du climat pendant la saison chaude, en les plaçant dans des conditions de milieu se rapprochant le plus possible de celles de la Métropole. »

Deux types de stations sont mises en place par les autorités coloniales : des stations maritimes sur les côtes ; des stations d'altitude dans les montagnes du Cambodge, de l'Annam et du Tonkin. Financés sous le couvert de raisons médicales, ces « sanatoriums » deviennent rapidement des lieux de villégiature agréables pour les élites coloniales. Leur création, parfois ex nihilo, a donné lieu à de véritables opérations d'urbanisme dans des sites le plus souvent pittoresque, à l'écart des populations indigènes. Ces petites villes étaient équipées d'une hôtellerie — parfois luxueuse —, de centrales électriques, de parcs publics, de plans d'eau, de bureaux de postes…

« Stations d’altitude, stations maritimes, sites thermaux offrent aux Européens, à la bourgeoisie indigène et aux colonies de vacances pour enfants, des séjours de repos où, dans des sites splendides, il leur est possible de retrouver leur santé perdue. »

Une station climatique, c'était comme « une petite France à sa portée », où les élites khmères (au Bokor) ou vietnamiennes (à Dalat) ont remplacé les colons après les indépendances.

## Les stations climatiques

### Stations maritimes
Ces stations balnéaires, plus simples et les moins coûteuses à construire que les stations d'altitude, se développent sur la côte indochinoise autour d'agglomérations accessibles et proches d’un foyer de peuplement colonial.

#### Cap Saint-Jacques (Annam)

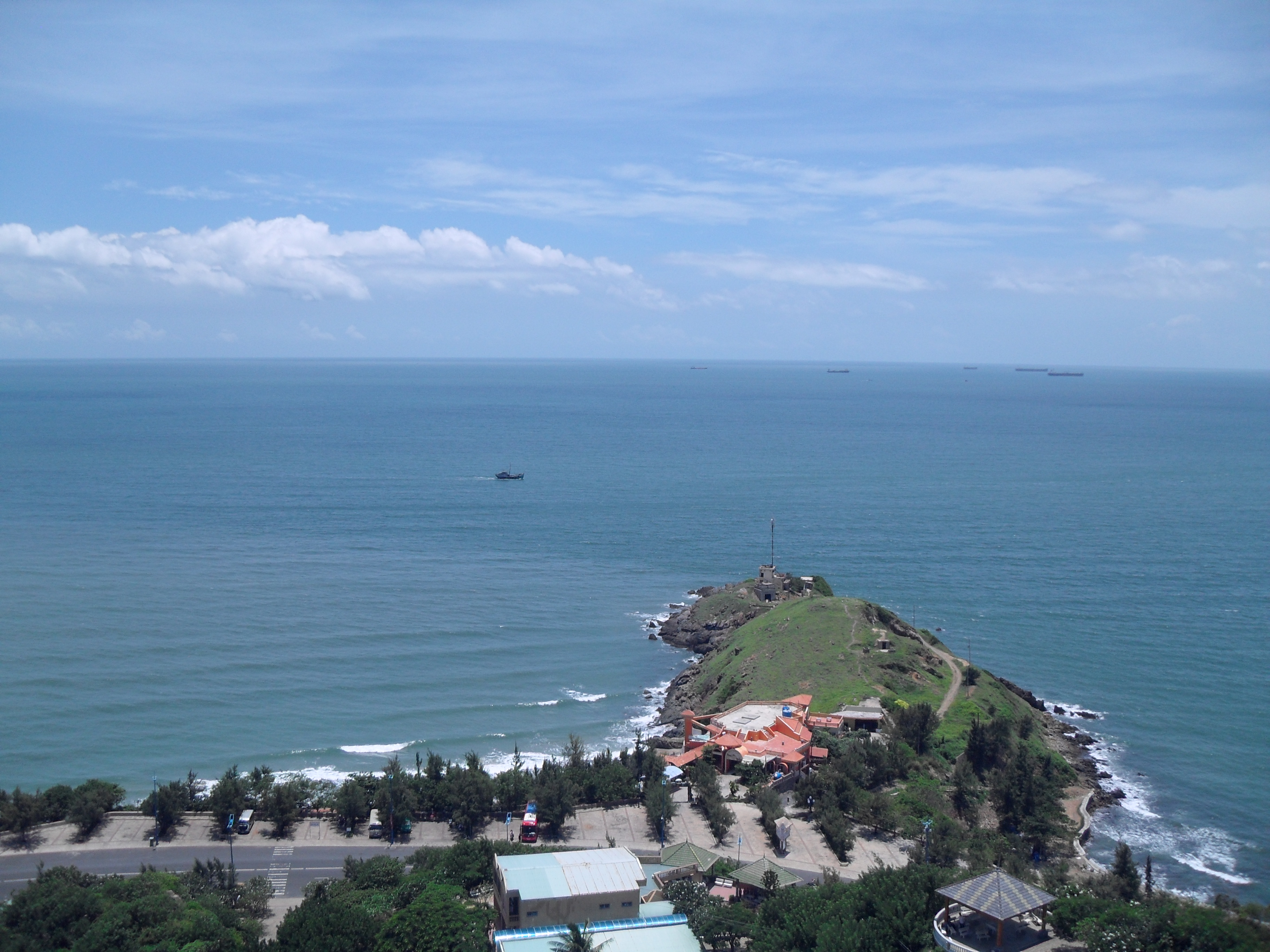
Le Cap Saint-Jacques (aujourd'hui Vũng Tàu).

Crée à l'embouchure de la rivière de Saïgon, vers 1893 sous la forme d'un sanatorium, elle prend sa dimension touristique en 1905.

#### Doson/Đồ Sơn (Tonkin)
Cette station à 23 km de Haïphong est installée sur une presqu'île. Le Gouverneur Général Paul Doumer et l'empereur d'Annam Bao Dai y disposaient de villas.

#### Kep(Cambodge)

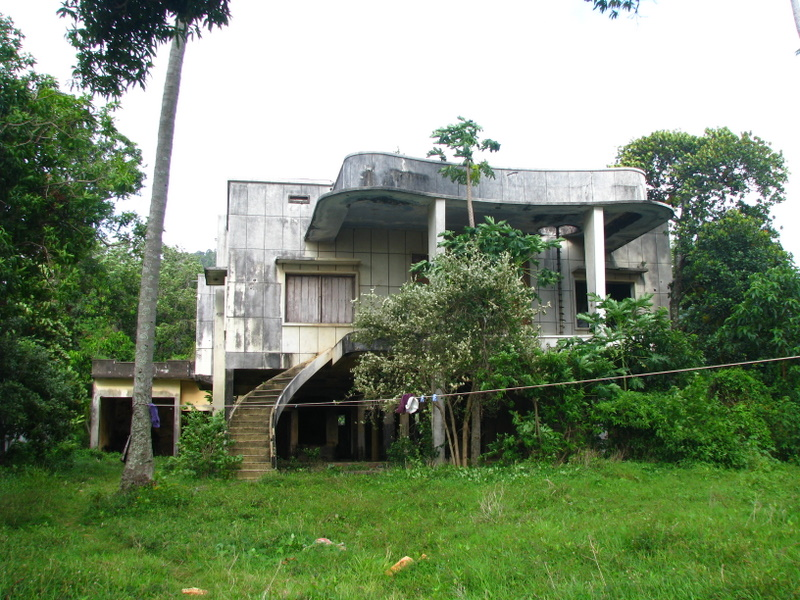
Villa abandonnée à Kèp

Cette "Riviera" cambodgienne a été créée par un décret de 1908. La seule station maritime du Cambodge a hébergé les élites royales et coloniales à quelques dizaines de kilomètres de la station d'altitude de Bokor. De nombreuses villas, pour la plupart construites dans les années 1960 sous le règne de Norodom Sihanouk, ont été ravagées par les Khmers Rouges dans les années 1970.

### Stations d'altitude
Le coût d'installation de ces stations est très élevé. Elles sont situées pour la plupart dans des lieux isolés. Il faut construire des routes, y amener l'eau potable, y produire de l'électricité. Mais le gain sanitaire, grâce à l'abaissement des températures, est plus important. Elles permettent également d'occuper des points stratégiques dans des zones non colonisées.

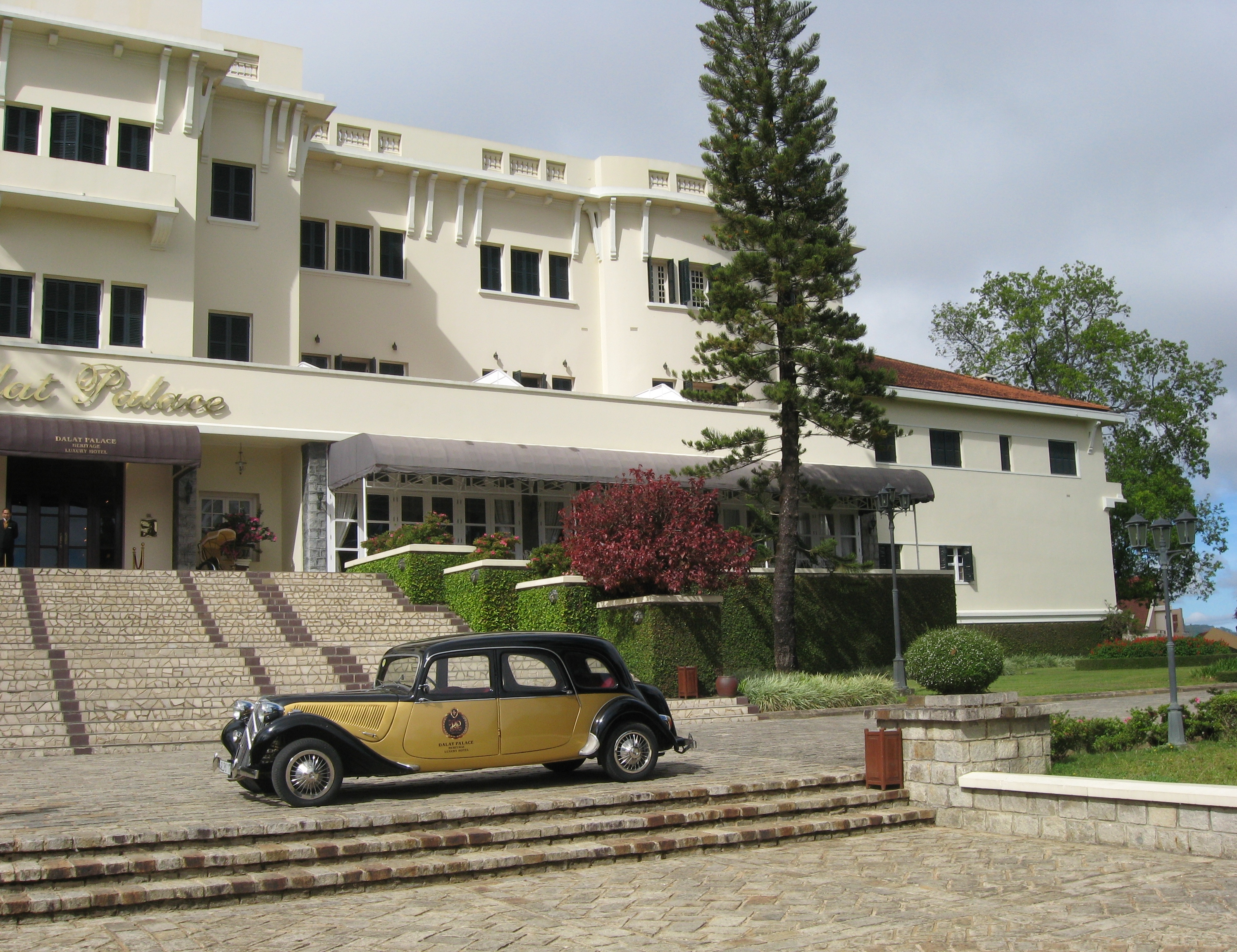
Le Dalat Palace

#### Dalat/Đà Lạt(Annam/Vietnam)
La principale station d'Indochine est située à 1 500 mètres d’altitude dans le Sud-Annam, sur le plateau du Lang-Bian exploré en 1897 par le Dr Alexandre Yersin. Elle était reliée à Saïgon par une ligne de chemin de fer à crémaillère.

#### Bana/Bà Nà (Annam/Vietnam)

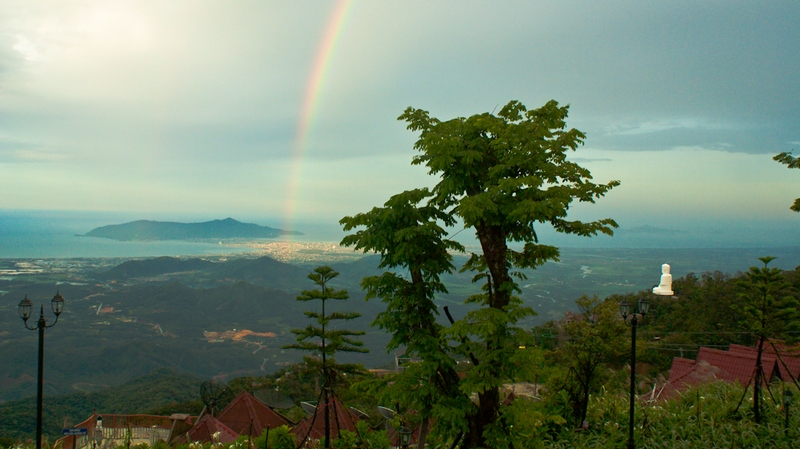
Vue depuis Bà Nà sur la baie de Danang.

À 1 400 mètres d'altitude, la station de Bà Nà (en) est située à 25 km environ de la baie de Tourane. Un sanatorium voit d'abord le jour en 1919, puis la ligne de crête se couvre de chalets. « La vue s'étend très loin au Nord sur toute la région montagneuse, et, au Sud Est le paysage est aussi captivant. Par une belle journée, la baie de Tourane, cerclée de sables et peuplée de barques qui ne sont que des points noirs et blancs se mouvant sur l'eau, constitue un très beau coup d'œil »

#### Chapa/Sapa(Tonkin/Vietnam)
Cette station d'altitude a été créée en 1915 au milieu d'un site alpestre vers 1 500 mètres d'altitude accessible par une route de 33 km. « La montée jusqu'au village se fait à travers des forêts de bambous géants et des clairières ou pousse surtout le bananier sauvage. Quelques sous bois peuplés de fougères arborescentes reposent agréablement la vue du voyageur. »

#### Tam Dao (Tonkin/Vietnam)
En 1904, à 912 mètres d'altitude est découvert un cirque, appelé la « Cascade d'Argent », favorable à l'implantation d'une station d'altitude. Un hôtel est construit, perché sur un seuil rocheux, d'où la cascade se précipite par un triple saut de 130 mètres.

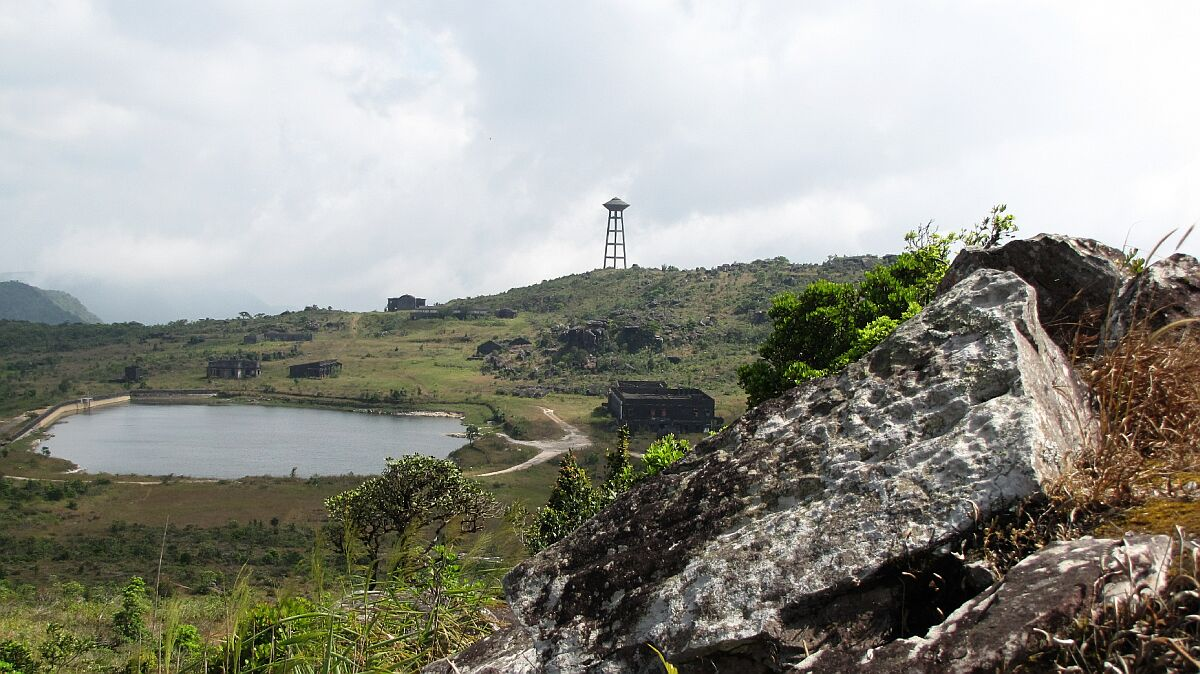
Le plateau de Bokor

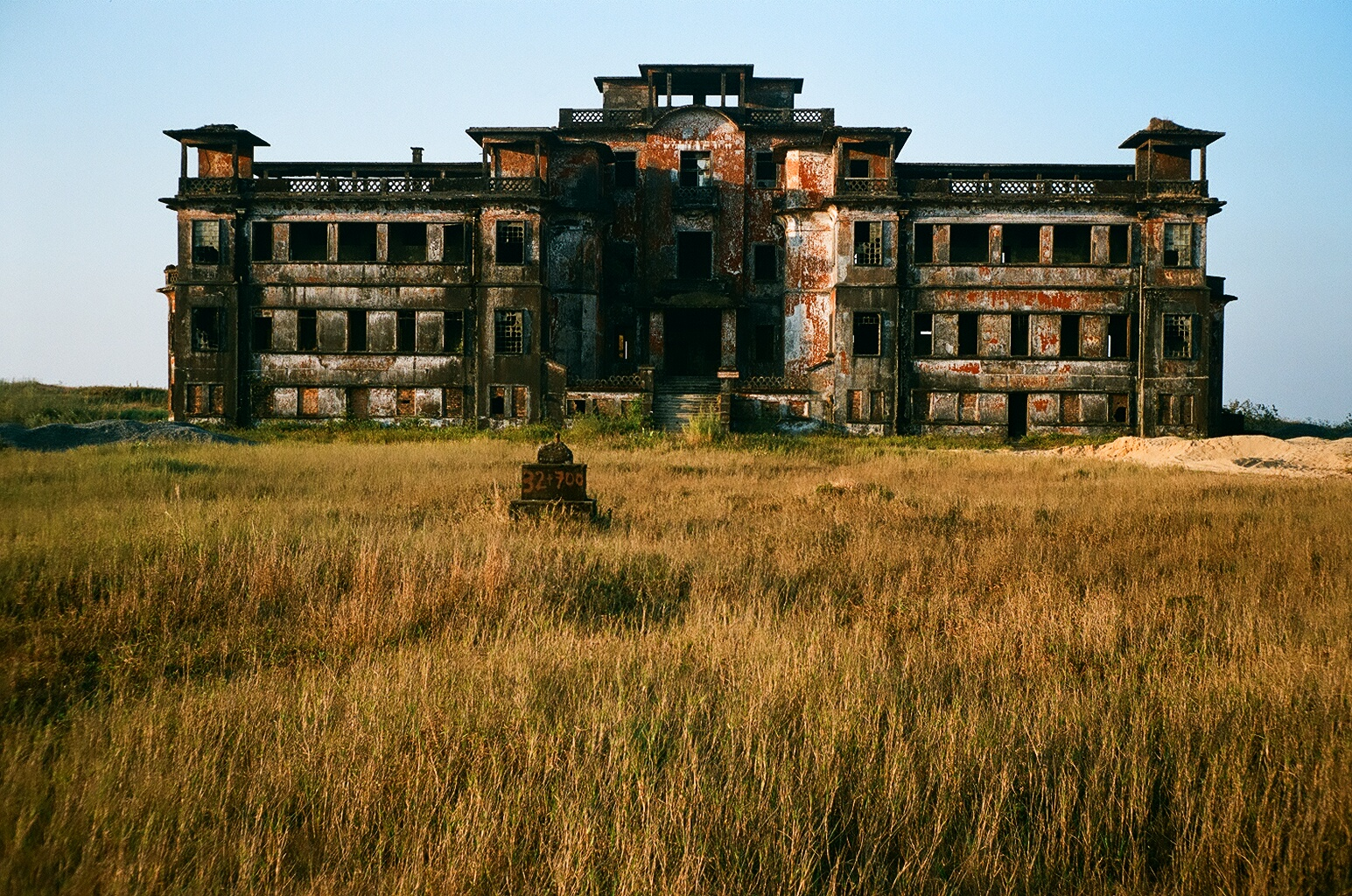
Le Bokor Palace Hôtel

#### Bokor/Bockor (Cambodge)
Installée à 1 000 m d'altitude, sur un plateau offrant une vue immense sur le golfe de Siam, la station "climatérique d'altitude et maritime" a été abandonnée deux fois lors de la première guerre d'Indochine puis dans les années 1970 à la suite de son occupation tardive par des unités Khmers Rouges. Le somptueux Bokor Palace, d'un majestueux style art déco, longtemps en ruine, est en cours de rénovation.